# Spoorlijn Herne - Dortmund
De spoorlijn Herne - Dortmund is een Duitse spoorlijn en is als spoorlijn 2210 onder beheer van DB Netze.

## Geschiedenis
Het traject werd door de Cöln-Mindener Eisenbahn-Gesellschaft in twee gedeeltes geopend: 
- Herne - Castrop: 1 aubustus 1870
- Castrop - Dortmund: 1 januari 1878

In 1914 is de lijn tussen Herne en Herne-Börnig verlegd, tegelijkertijd is de lijn Herne - Castrop-Rauxel aangelegd om een ongelijkvloerse kruising met de doorgaande lijn Keulen - Hamm te realiseren.

## Treindiensten
De NordWestBahn verzorgt het personenvervoer op dit traject met RB treinen.
| Serie | Treinsoort                  | Route | Bijzonderheden                                                 |
| ----- | --------------------------- | --- | -------------------------------------------------------------- |
| RB 43 | Regionalbahn (DB Regio NRW) | Dortmund Hbf – Dortmund-Lütgendortmund Nord – Castrop-Rauxel Süd – Herne – Wanne-Eickel Hbf – Gelsenkirchen Zoo – Gladbeck Ost – Dorsten | Emschertal-Bahn zaterdagavond en zondagochtend 1x per twee uur |

## Aansluitingen
In de volgende plaatsen is of was er een aansluiting op de volgende spoorlijnen:
Herne
DB 20, spoorlijn tussen Herne en Herne WfE
DB 2208, spoorlijn tussen Wanne-Eickel en Herne
DB 2211, spoorlijn tussen Herne en Castrop-Rauxel Süd
DB 2212, spoorlijn tussen Herne-Rottbruch en Herne
DB 2221, spoorlijn tussen Recklinghausen Süd en Herne
DB 2650, spoorlijn tussen Keulen en Hamm
Castrop-Rauxel Süd
DB 2211, spoorlijn tussen Herne en Castrop-Rauxel Süd
Dortmund Hbf
DB 2100, spoorlijn tussen Dortmund en Gronau
DB 2103, spoorlijn tussen Dortmund en Soest
DB 2106, spoorlijn tussen Dortmund Hauptbahnhof en aansluiting Körne
DB 2125, spoorlijn tussen aansluiting Stockumer Straße en Dortmund Hauptbahnhof
DB 2158, spoorlijn tussen Bochum en Dortmund
DB 2190, spoorlijn tussen Bochum en Dortmund
DB 2192, spoorlijn tussen Dortmund Hauptbahnhof en Dortmund-Hörde
DB 2650, spoorlijn tussen Keulen en Hamm
DB 2801, spoorlijn tussen Hagen en Dortmund